# 愛宕綠丘
愛宕綠丘（日語：愛宕グリーンヒルズ），是由愛宕綠丘森大廈（日語：愛宕グリーンヒルズMORIタワー）及愛宕綠丘森林塔（日語：愛宕グリーンヒルズフォレストタワー）組成的重建區，通稱愛宕之丘（日語：愛宕ヒルズ），於2001年竣工。

## 概要
愛宕綠丘事由兩棟摩天大樓愛宕綠丘森大廈（辦公樓，南側}）及愛宕綠丘森林塔（住宅樓，北側）組成，由森大廈持有及管理。和愛宕山的自然、傳統、文化融合的概念，並使曹洞宗青松寺夾隔在其之間。
鄰近於青松寺院，其外觀設計模仿蓮花，象徵著佛教淨土中的佛寺，由西薩·佩里& Associates（Cesar Pelli & Associates、現為Pelli Clarke Pelli Architects）監修。
住宅樓森林塔的最高層(42樓)設有健身房及游泳池，名為綠丘SPA（GREEN HILLS SPA），並與鄰近的東京慈惠會醫科大學附屬醫院合作，提供住戶24小時的身體健康諮詢室。
2003年10月，英國Vodafone收購日本第三大行動電話營運商J-Phone，而其總部早已於2001年12月設置於愛宕綠丘森大廈，隨著2006年軟銀（BB行動）收購日本Vodafone，其總部5月時遷至東京汐留大廈。
電影『綁架遊戲』(2003年上映)主角佐久間俊介（藤木直人）使用此大樓做為自宅。
東京鐵塔可以眺望到愛宕綠丘森大廈上層的部分。

## 主要店鋪
- 42樓-酒吧(ザ バー)、サルヴァトーレ クオモ ブロス(義大利餐廳)、燒炙&壽司An
- 4樓-CLINTEXE診所
- 3樓-FamilyMart、和幸、午餐公園(LunchPark)、中華料理 嘉龍、一慶隱藏、郵局ATM
- 2樓-星巴克、微笑曼谷(泰式料理)、醍醐(位於森林塔2樓)
- 1樓(廣場)-成城石井、板前壽司、MBE

## 圖片集

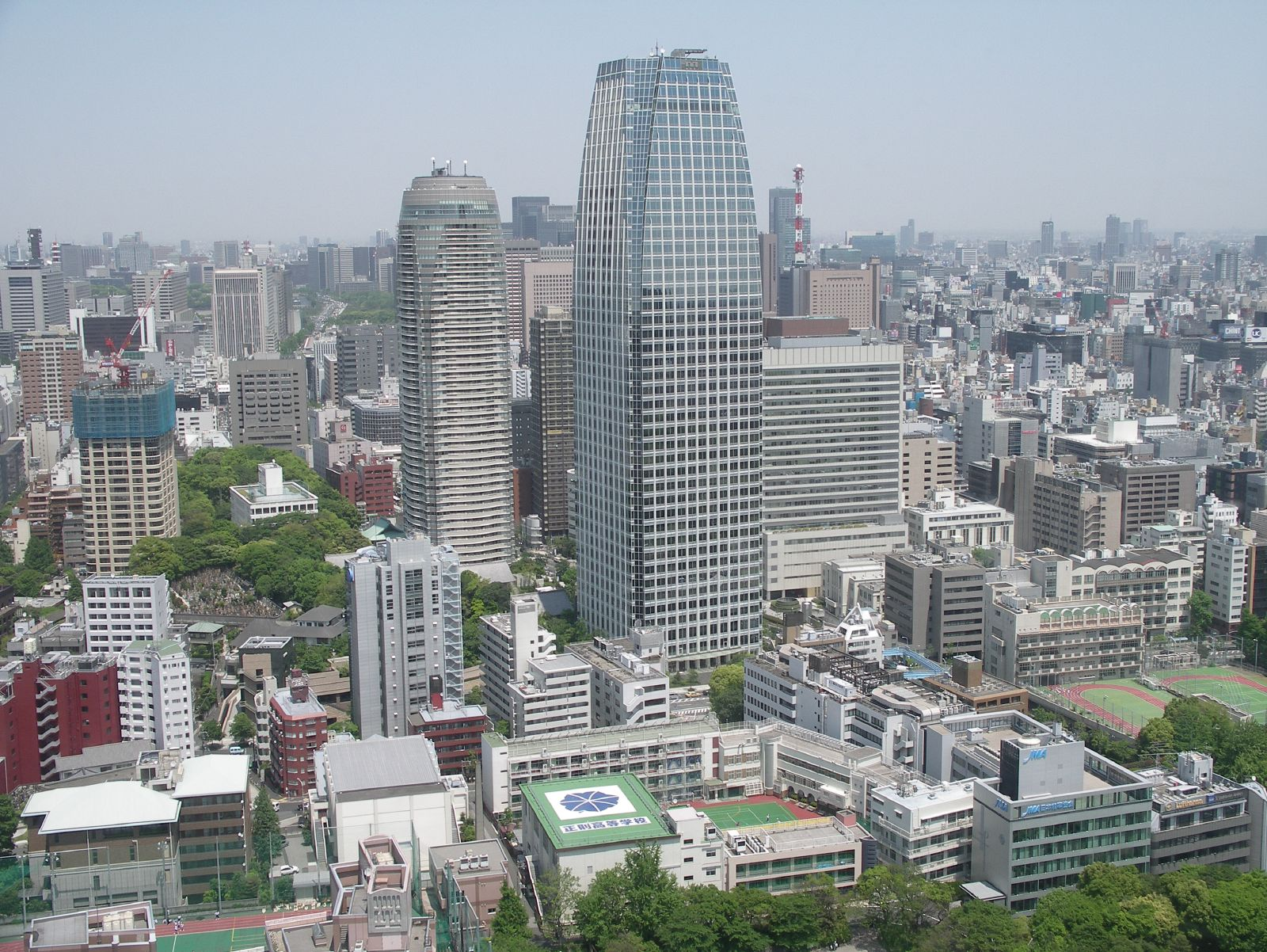
愛宕綠丘周邊
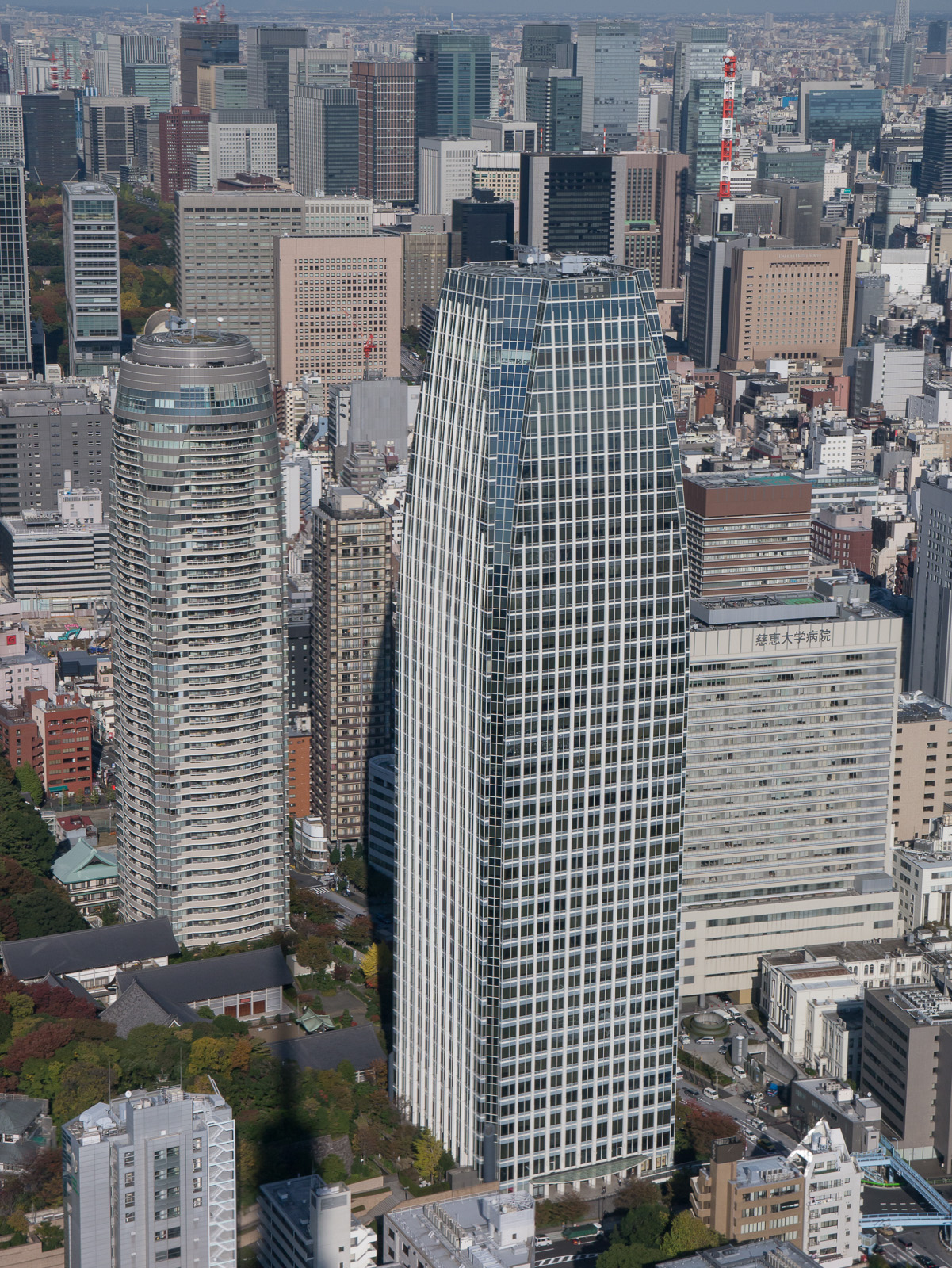
愛宕綠丘森大廈(右)及森林塔(左)
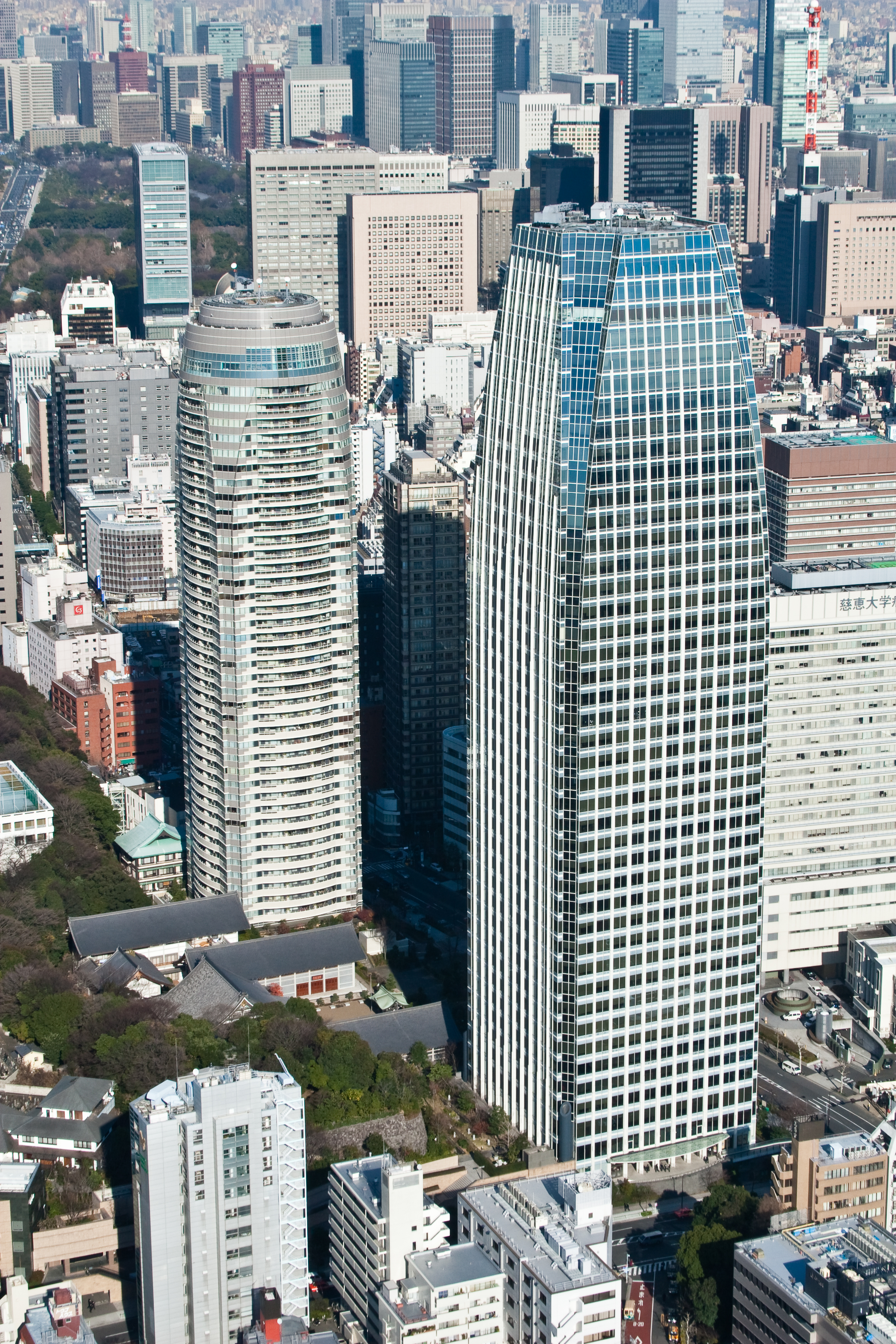
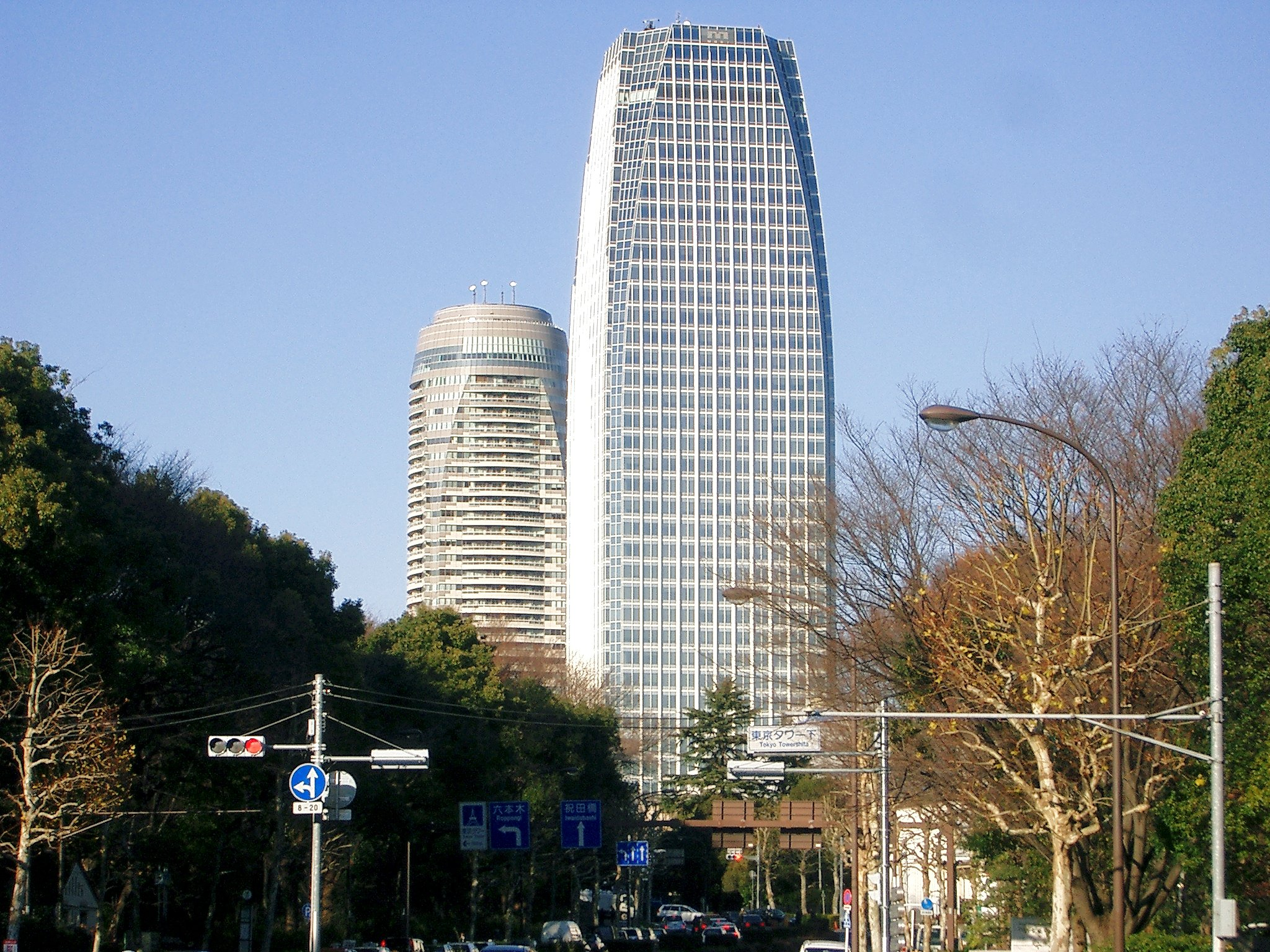
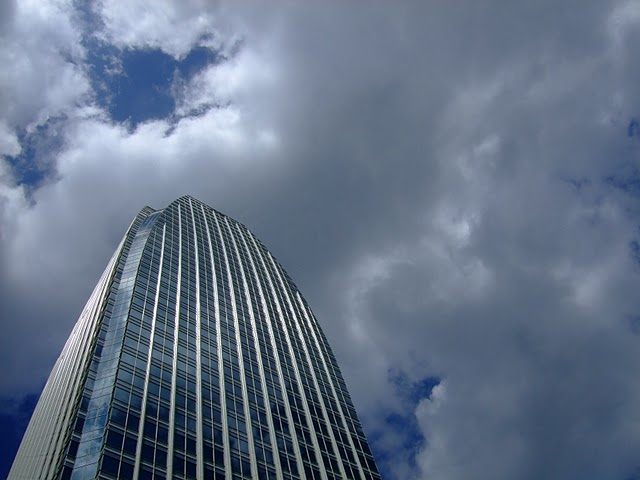
愛宕綠丘森大廈
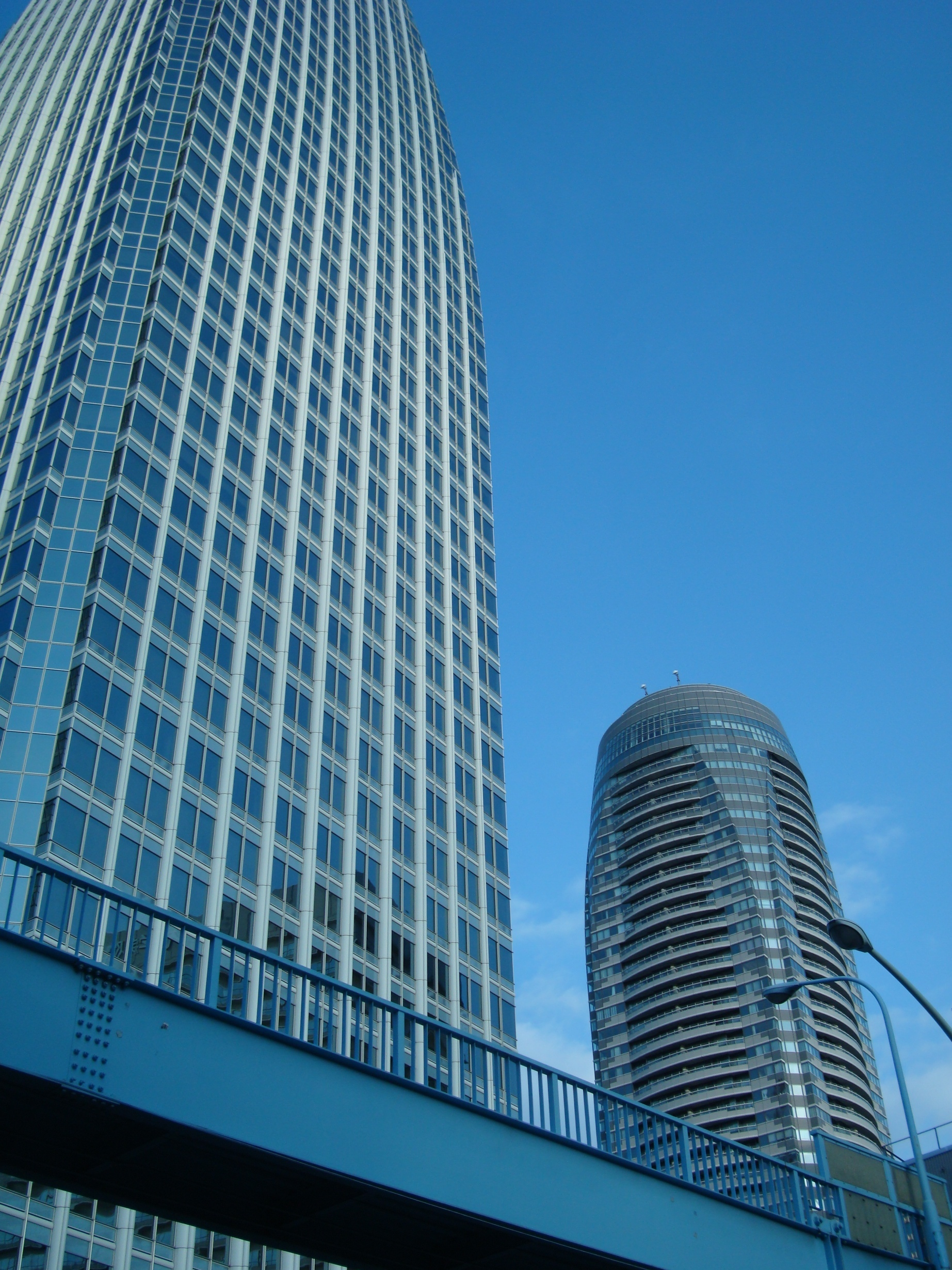
愛宕綠丘森大廈及森林塔
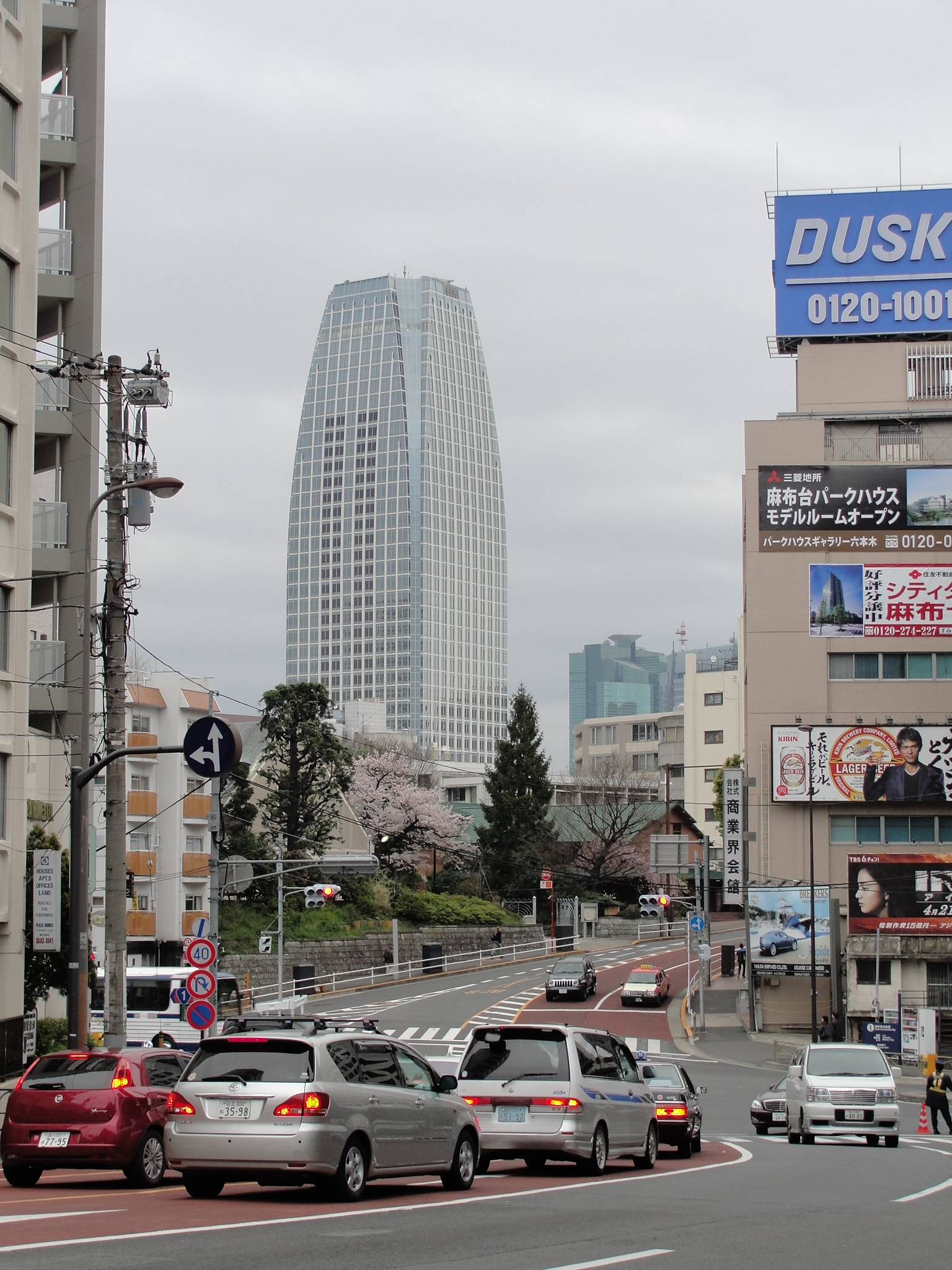
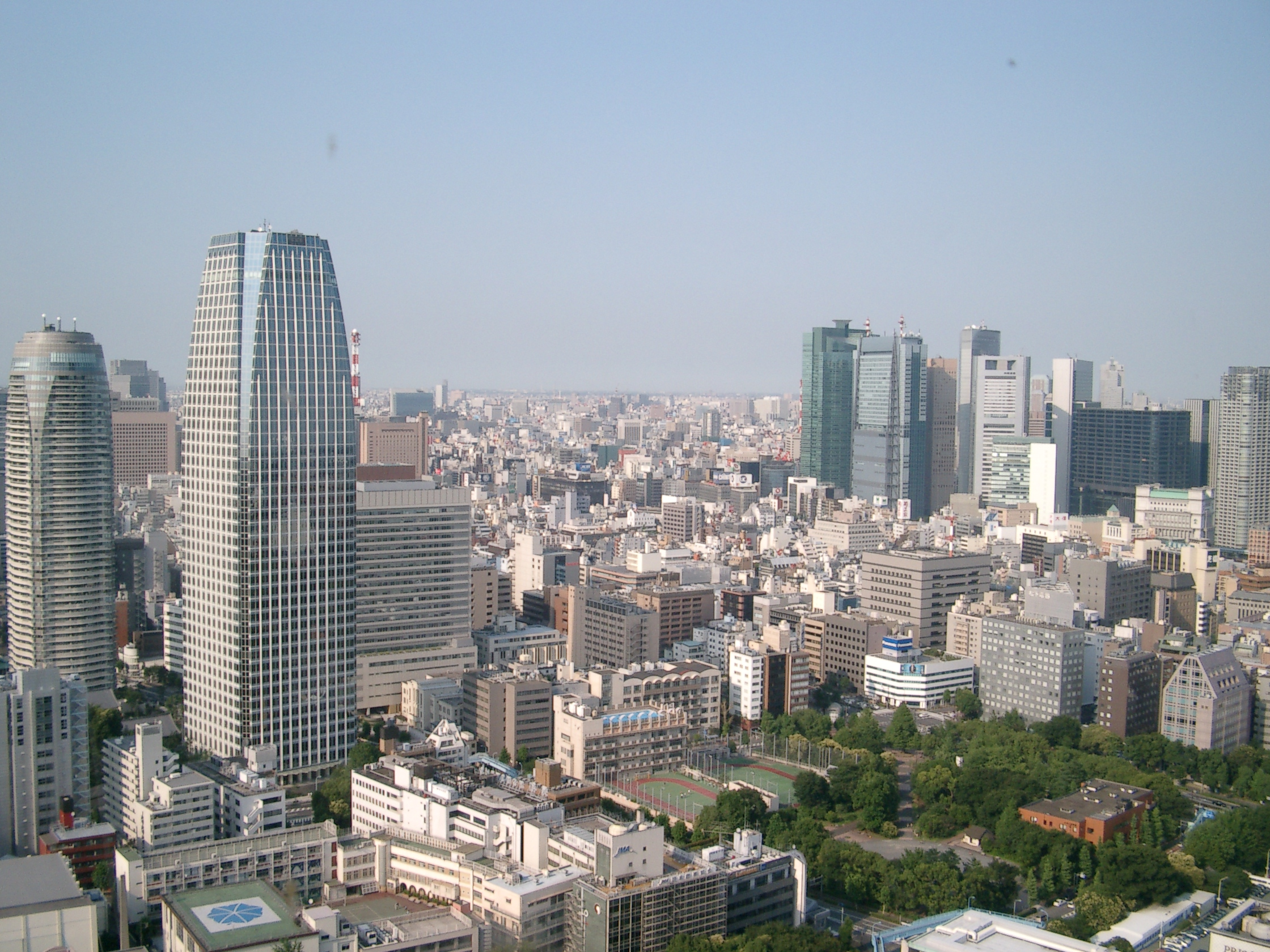
從東京鐵塔眺望愛宕綠丘
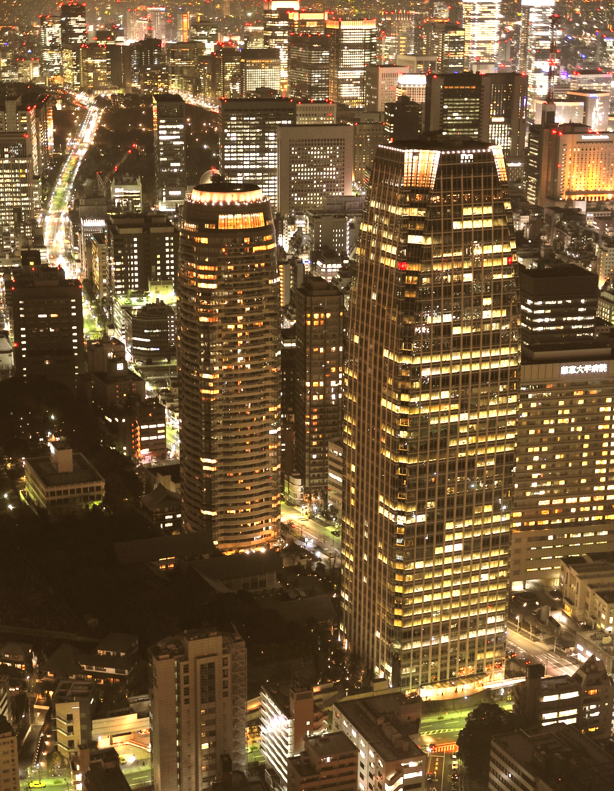
從東京鐵塔眺望愛宕綠丘(夜景)
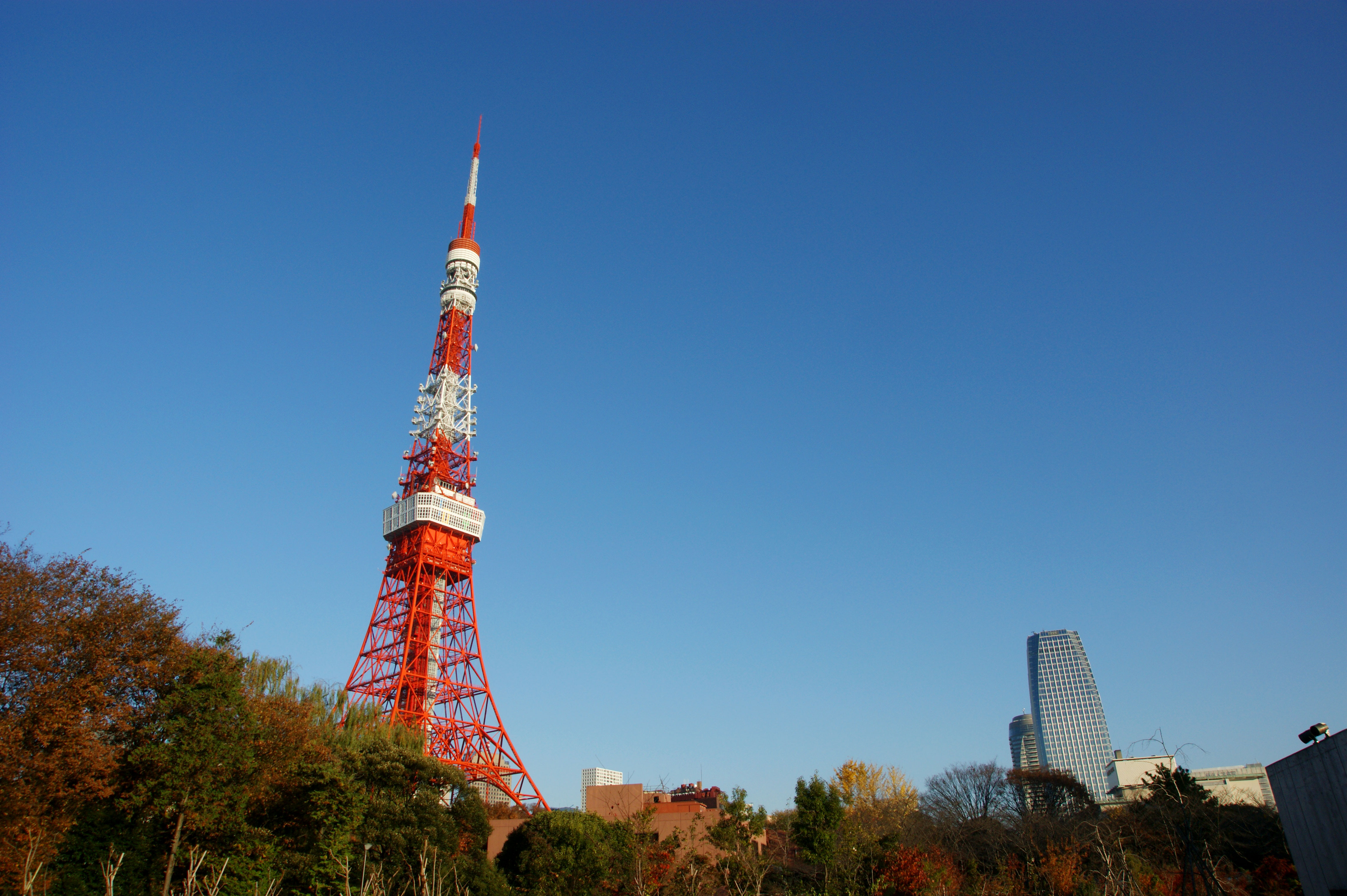
東京鐵塔及愛宕綠丘

## 外部連結
- 愛宕グリーンヒルズ｜プロジェクト｜MORI BUILDING （页面存档备份，存于） 森大廈
- 愛宕グリーンヒルズ MORIタワー 竹中工務店